# Новоніколаєвка (Гайський міський округ)
Новонікола́євка (рос. Новониколаевка) — село у складі Гайського міського округу Оренбурзької області, Росія.

## Населення
Населення — 1000 осіб (2010; 1000 у 2002).
Національний склад (станом на 2002 рік):
- росіяни — 52 %